# Dylan in Cole Sprouse
Cole Mitchell Sprouse in Dylan Thomas Sprouse sta enojajčna dvojčka in ameriška filmska igralca, *4. avgust 1992, Arezzo, Toskana, Italija.
Skupaj ju po navadi imenujejo Cole & Dylan, The Sprouse Bros. ali Sprouse Twins. Pri nas se ju (oz. Cola) najbolj spominjamo po vlogi Bena Gellerja, sina Rossa Gellerja, v Prijateljih. Zelo znana sta po svojih vlogah v filmu Big Daddy ali kot Patrick Kelly v filmu Grace Under Fire; najbolj znana pa je nadaljevanka Paglavca v hotelu, v kateri sta igrala enojajčna dvojčka po imenu Cody in Zack Martin. Vendar v tej seriji nista bila edina dvojčka: sodelovali sta tudi dvojčici Milly in Becky Rosso. V aprilu 2009 je People Magazine izdal osemdeset strani posebno izdajo, ki je bila namenjena izključno Colu in Dylanu.

## Zgodnje življenje
Sprousova sta bila rojena v Arezzu, Italija, ameriškim staršem Matthewu Sprouseu in Melanie Wright, ki sta takrat poučevala angleščino v eni izmed italijanskih osnovnih šol. Dylan je dobil ime po pesniku Dylanu Thomasu, Cole, ki je 15 minut mlajši, pa po pianistu in pevcu jazza, imenovanem Nat King Cole. Štiri mesece po njunem rojstvu se je družina preselila nazaj v Združene države Amerike, tako da sta fanta odraščala v Long Beachu, Kalifornija, mestu kjer sta v otroštvu živela tudi Melanie in Matthew. Zakonca Sprouse sta se razvezala leta 1997.

## Kariera
Kot pravi njuna babica Jonine Booth Wright, ki je bila učiteljica drame, sta brata začela igrati pri starosti šest mesecev. Najprej sta se pojavila za nekaj sekund v reklami za toaletni papir, pozneje pa tudi v nekaj filmih. Kot mnogi identični dvojčki sta tudi ta dva marsikje igrala eno in isto osebo, na primer v Grace Under Fire, kjer sta oba igrala Patricka Kellyja.
Leta 1999, torej pri starosti 7 let, sta se prvič pojavila v enemu izmed znanih filmov: Big Daddy. V začetku leta 2000 se pojavita v seriji The Nightmare Room in That '70s Show pa tudi v MADtv. Med letoma 2002 in 2003 se pojavita v I Saw Mommy Kissing Santa Claus in Just for Kicks. Po tem sta bila izbrana za igranje v seriji Paglavca v hotelu, kjer igrata dvojčka Zacka (Dylan) in Codyja (Cole). Tako sta dvojčka leta 2005 postala znana predvsem najstnikom.

## Osebno življenje
Glede na intervju z Mad Kids revijo, brata Sprouse kljub temu, da sta se v Italiji rodila, ne znata povedati besede po italijansko, čeprav nekateri viri trdijo drugače.
Brata uživata v košarki, bordanju in surfanju, rada pa tudi rišeta in pišeta za stripe.
Njuni načrti za prihodnost pa se razlikujejo: Dylan bi šel rad na igralski kolidž, medtem ko Cole načrtuje potovanje po Evropi skupaj s svojimi prijatelji.

## Filmografija
| Leto      | Naslov                                          | Dylanova vloga            | Colova vloga              | Ostalo              |
| --------- | ----------------------------------------------- | ------------------------- | ------------------------- | ------------------- |
| 2009      | Kung Fu Magoo                                   | Justin Magoo              | Brad Landry               | Glasovna vloga      |
| 2008      | Disney Channel Games 2008                       | On/Team Cyclones          | On/Team Lightning         |                     |
| 2008      | Studio DC: Almost Live                          | On/Zack Martin            | On/Cody Martin            |                     |
| 2008      | Jimova družina                                  | On                        | On                        |                     |
| 2008      | The Suite Life on Deck                          | Zack Martin               | Cody Martin               |                     |
| 2008      | Snow Buddies                                    | Shasta                    | -                         | Glasovna vloga      |
| 2008      | The Kings of Appletown                          | Will                      | Clayton                   |                     |
| 2007      | Disney Channel Games 2007                       | On Green Team captain     | On Blue Team member       |                     |
| 2007      | A Modern Twain Story: The Prince and the Pauper | Tom Canty                 | Eddie Tudor               |                     |
| 2006      | The Emperor's New School                        | Zam                       | Zim                       |                     |
| 2006      | Disney Channel Games 2006                       | On Red Team member        | On Blue Team member       |                     |
| 2006      | That's So Suite Life of Hannah Montana          | Zack Martin               | Cody Martin               |                     |
| 2005–2008 | Paglavca v hotelu                               | Zack Martin               | Cody Martin               | TV serija           |
| 2004      | The Heart Is Deceitful Above All Things         | Jeremiah (Age 11)         | Jeremiah (Age 11)         | Skupna vloga        |
| 2003      | Apple Jack                                      | Jack Pyne                 | Jack Pyne                 | Skupna vloga        |
| 2003      | Just For Kicks                                  | Dylan Martin              | Cole Martin               |                     |
| 2002      | Eight Crazy Nights                              | K-B Toys Soldier          | K-B Toys Soldier          |                     |
| 2002      | The Master of Disguise                          | Young Pistachio Disguisey | Young Pistachio Disguisey |                     |
| 2001      | Diary of a Sex Addict                           | Sammy Jr.                 | Sammy Jr.                 |                     |
| 2001      | I Saw Mommy Kissing Santa Claus                 | Justin Carver             | Justin Carver             | Skupna vloga        |
| 2001      | The Nightmare Room                              | Buddy                     | Buddy                     | Ena epizoda         |
| 2001      | Oh, ta sedemdeseta                              | Bobby                     | Billy                     | Sezona 4, Epizoda 2 |
| 2001      | Prijatelji                                      |                           | Ben Geller                | Cole Sprouse alone  |
| 1999      | The Astronaut's Wife                            | Fant                      | Fant                      |                     |
| 1999      | Big Daddy                                       | Julian McGrath            | Julian McGrath            | Skupna vloga        |
| 1993–1998 | Grace Under Fire                                | Patrick Kelly             | Patrick Kelly             | Skupna vloga        |

## Nagrade in nominacije
Dylan Sprouse
- Young Artist Awards 2006 - Nominiran[23]
- Young Artist Awards 2007 - Nominiran[24]
- Kids Choice Awards 2008 - Nominiran
- Kids Choice Awards 2009 - Prejel

Cole Sprouse
- Young Artist Awards 2006 - Nominiran[23]
- Young Artist Awards 2007 - Nominiran[24]
- Kids Choice Awards 2007 - Nominiran
- Kids Choice Awards 2008 - Nominiran
- Kids Choice Awards 2009 - Nominiran

## Diskografija
2005 - A Dream Is a Wish Your Heart Makes v DisneyManii 4